# Tiny C Compiler
Tiny C Compiler (англ. Tiny C Compiler — «крошечный компилятор Си»), или TinyCC, или TCC — компилятор C для платформ x86, x86-64 и ARM.
Работает в ОС Linux, KolibriOS, Microsoft Windows. Существуют также версии для ARM, TMS320C67xx. Распространяется по лицензии GNU LGPL.

## Особенности
- Компактность. Исполняемый файл для процессоров x86, включающий препроцессор, компилятор, ассемблер и компоновщик, составляет всего около 100 КБ.[8]
- Высокая скорость компиляции. Например, TCC примерно в 9 раз быстрее GCC.[9]
- Возможность формировать код с контролем границ массивов, который можно беспрепятственно использовать вместе с обычным кодом.
- Возможность напрямую использовать любую динамическую библиотеку.
- Оптимизация кода ограничена вычислением константных выражений на этапе компиляции, заменой операций умножения и деления операциями сдвига, где это возможно, а также некоторыми другими действиями. Оптимизация переходов не производится, так как это потребовало бы организацию промежуточного кода в более абстрактном виде.[10]
- От других распространённых компиляторов TCC отличается прежде всего тем, что может исполнять скомпилированную им программу, то есть выполнять функцию интерпретатора. Данное свойство позволяет использовать язык Си в качестве скриптового языка. Например, для того, чтобы запустить программу на Си в качестве скрипта в оболочке Linux, достаточно вставить в начало текста программы строку[11]:

```
#!/usr/local/bin/tcc -run
```

- Также, наличие библиотеки libtcc позволяет осуществлять динамическую генерацию кода. С помощью этой библиотеки пользователь, например, может скомпилировать строку, содержащую программу на Си, после чего получить доступ к любому глобальному символу (переменной или функции), определённому в программе.[12]

## Совместимость
TCC поддерживает не только стандарт ANSI C, но и большую часть нового стандарта ISO C99 и многие расширения GNU C, включая ассемблерные вставки. TCC также имеет собственные расширения, например, представление чисел в двоичном коде (0b101 вместо 5), а также предопределенный макрос __TINYC__, с помощью которого можно определить, используется ли TCC.

## История развития
TCC первоначально разрабатывался для ОС Linux, однако начиная с версии 0.9.23 (17 июня 2005) работает и в ОС Microsoft Windows.
Первый вариант TCC был разработан как Obfuscated Tiny C Compiler (OTCC). OTCC — программа, написанная Фабрисом Белларом для участия в конкурсе International Obfuscated C Code Contest (IOCCC) в 2002 году (на официальном сайте конкурса Фабрис Беллар с программой OTCC числится среди победителей конкурса за 2001 год.) С того времени Беллар значительно расширил функциональность программы и сделал её более понятной.

## Текущее состояние
На данный момент проект TCC продолжает развиваться. Существует активный список рассылки, а текущая версия от Фабриса Беллара доступна через CVS. Однако, официальная разработка TCC замедлилась в связи с занятостью Беллара в других проектах. На данный момент (апрель 2012) на сайте разработчика висит сообщение, что он больше не занимается поддержкой компилятора.
Роб Лендли, используя Mercurial SCM, создал версию TCC, включающую различные патчи от сторонних разработчиков.
Помимо обозначенных выше, существуют и другие модификации TCC и патчи для него, такие как, неофициальная коллекция патчей от Дейва Доджа, патчи от Debian и kfreebsd, а также патчи для GCC от grischka.
В версии TCC 0.9.23 была обнаружена уязвимость, получившая номера CVE-2006-0635 и Open Source Vulnerability Database vulnerability 22956. В отчёте было сказано, что TCC «содержит ошибку, способную вызвать проблемы с безопасностью в программах, скомпилированных с его помощью. Компилятор не способен возвращать беззнаковое значение оператора sizeof, что может привести к переполнениям целых чисел в скомпилированных объектах». Эта уязвимость была закрыта в версии 0.9.24.